# Deva Victrix
Vous lisez un « bon article » labellisé en 2018.
Deva Victrix, ou plus simplement Deva, est une ancienne forteresse de légion ainsi qu'une ville de la province romaine de Bretagne, sur l'emplacement de laquelle se trouve aujourd'hui la cité britannique de Chester.
La forteresse fut établie pour la première fois dans les années 70 apr. J.-C. par la IIe légion Adiutrix, afin de servir de poste avancé durant la progression de l'armée romaine contre les Brigantes. Elle fut reconstruite et réoccupée dans les décennies qui suivirent par la XXe légion Valeria Victrix, qui l'occupa probablement jusqu'au début du Ve siècle, avant son abandon définitif.
Une population civile s'agrégea rapidement autour du camp militaire. Formée à l'origine de canabae rudimentaires, cette occupation devint rapidement une ville, qui perdura après le départ de la légion et devint au fil du temps l'actuelle Chester. Un certain nombre d'établissements secondaires liés à Deva sont par ailleurs connus dans le territoire environnant : Boughton, fournissant l'eau potable à la garnison, et Handbridge, où se situait une carrière de pierres qui servit à l'extraction des matériaux nécessaires à la construction de certains édifices de Deva. La carrière de Handbridge abrite également un sanctuaire de Minerve unique en Grande-Bretagne.
La forteresse était composée de baraquements, de greniers, d'un quartier général, de thermes militaires, d'un amphithéâtre militaire, ainsi que d'un bâtiment de plan elliptique assez inhabituel, interprété comme le quartier général du gouverneur de la province. La taille de cet établissement militaire, la présence d'édifices de gouvernement provinciaux et le surdimensionnement du camp (il s'agit du plus grand camp romain d'Angleterre, 20 % plus grand que les camps de légion ordinaires), sont autant d'arguments qui suggèrent aux historiens et archéologues que Deva Victrix fut conçue comme la base arrière d'une éventuelle invasion romaine de l'Irlande.

## Histoire

### Fondation

Plan de Deva Victrix.

Selon le géographe Ptolémée, qui écrit à la fin du Ier  et au début du  IIe siècle apr. J.-C., Deva Victrix était située sur le territoire des Cornovii,,, limitrophe de celui des Brigantes au nord et des Ordovices à l'ouest, qui correspond approximativement aux actuels comtés du Cheshire et du Shropshire et aux Galles du Nord. Les Romains entreprirent la conquête de cette région à la suite de l'échec des négociations avec les Brigantes, qui occupaient la majeure partie du Nord de l'Angleterre. Les campagnes militaires romaines furent d'abord menées par Sextus Iulius Frontinus — plus connu sous son nom d'auteur Frontin —, puis par Gnaeus Iulius Agricola.
Au cours du règne de Vespasien, l'avancée de la conquête et l'expansion romaine vers le nord rendit nécessaire la création d'une base militaire. Le site de Deva Victrix fut choisi en raison de ses atouts stratégiques : il commandait l'accès à la mer par la Dee et séparait nettement le territoire des Brigantes de celui des Ordovices. La Légion II Adiutrix fut désignée au milieu des années 70 ap. J.-C. pour établir la forteresse et la bâtir.
Le camp légionnaire était bâti sur un imposant banc de grès, dominant un pont jeté par-dessus la Dee, proche d'un port naturel aujourd'hui occupé par l'hippodrome de Chester (en). Le méandre de la Dee offrait une protection au sud et à l'ouest. Deva est le point navigable le plus en amont sur la Dee, ce qui explique en partie sa localisation. Le campement, densément occupé, avait besoin pour son fonctionnement d'environ 2 400 000 litres d'eau par jour, et était alimenté par un système d'adduction relié aux sources de Boughton, à 1,6 km à l'est.
Des lingots de plomb inscrits, découverts à Chester, indiquent que la construction débuta probablement avant 74 apr. J.-C.. Selon les archéologues, il aurait pu y avoir des édifices à vocation militaire préexistants sur le site, mais ces derniers n'ont pas survécu au fort impact topographique qu'a occasionné la construction du camp. Les premiers bâtiments étaient réalisés en matériaux périssables : bois, torchis, pisé ; ils furent progressivement remplacés par des structures plus permanentes, en grès local,.

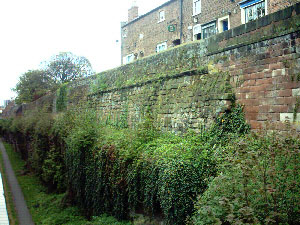
Portion du mur romain de la forteresse, visible aux abords de la porte nord.

L'ensemble du camp légionnaire était défendu par un solide rempart de 6 m d'épaisseur, associé à un fossé linéaire large de 3 m et profond de 1,5 m,. La muraille était également adjointe de tours disposées à chaque angle. Comme c'est souvent le cas pour les camps légionnaires, le rempart était réalisé en mottes de gazon disposées sur une succession de couches de sable, d'argile, de pierres et de rondins de bois pour en stabiliser l'assise,.
Le plan général du camp est en « carte à jouer » (rectangulaire aux coins arrondis), et s'oriente selon un angle de 163° (axe sud-sud-est/sud). On y accédait par quatre portes fortifiées : nord, est, sud et ouest. Le castrum de Deva Victrix, qui s'étend sur une longueur de 591 m pour une largeur de 412 m, recouvre une superficie totale de 24,3 hectares,, faisant de celui-ci le plus grand camp légionnaire jamais construit en Angleterre durant l'Antiquité. L'historien David J. P. Mason estime que 24 664 tonnes de bois furent nécessaires pour réaliser la première phase de la construction du camp et qu'il fallut 31 128 tonnes de bois supplémentaires pour réaliser l'ensemble des édifices extérieurs, notamment le port ou l'amphithéâtre.
La forteresse était dotée de baraquements, de greniers (horrea), d'un quartier général (principia), et de thermes. Chaque baraquement mesurait 82,5 m × 11,8 m et était construit en torchis.
Le nom de l'établissement, Deva Victrix, dérive du latin signifiant déesse (dea, diva). La forteresse fut baptisée ainsi d'après le nom de la déesse de la rivière Dee voisine,. L'épithète Victrix (victorieuse) viendrait quant à lui de la Légion XX Valeria Victrix qui y stationna durant la plus grande partie de l'histoire de la ville antique,,. Le nom moderne de Chester dérive quant à lui de castrum, signifiant « camp fortifié ». Les suffixes -chester et -caster sont très répandus dans la toponymie anglaise (en), et sont pour beaucoup issus de la présence d'anciens camps militaires romains,,,.

### Base de la Légion XX Valeria Victrix

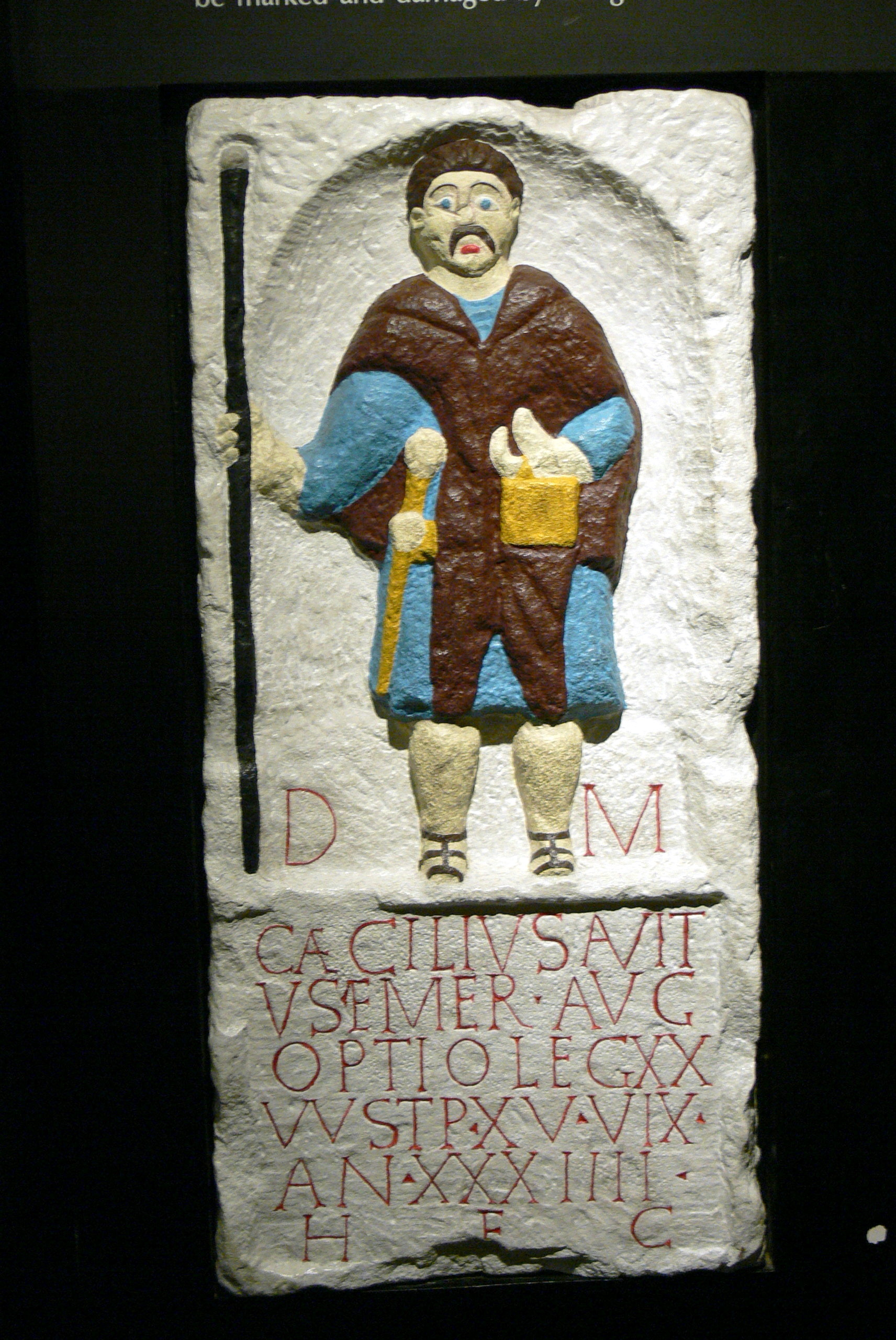
Une stèle funéraire romaine (polychromie reconstituée) dépeignant Cæcilius Avitus, optio de la Légion XX Valeria Victrix.

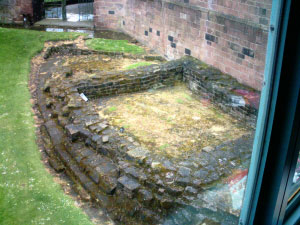
Vestiges de la tour enserrant le côté sud-est de Deva Victrix.

En 88, l'empereur Domitien rappela la Légion II Adiutrix pour la stationner sur le bas Danube. Dans le même temps, il rappela la Légion XX Valéria Victrix, alors en garnison à Inchtuthil en Écosse (où son camp est aussi connu par l'archéologie), pour la stationner à Deva. Dès son arrivée, la Légion XX reconstruisit le fort, d'abord en bois, puis, tout à la fin du Ier siècle apr. J.-C., en pierres. Le nouveau mur en grès de la forteresse faisait 1,36 m d'épaisseur à sa base et son chemin de ronde s'élevait à environ 5 m de hauteur. Des tours, au nombre de 22, furent établies le long du rempart tous les 60 m. Le fossé défensif entourant le camp fut recreusé. Sa largeur fut portée à 7,5 m, et sa profondeur à 2,45 m. Selon David J. P. Mason, 55 452 tonnes de pierres furent nécessaires à cette réfection globale du camp et à l'établissement des nouvelles défenses. Les baraquements de bois furent eux aussi remplacés par des bâtiments en pierres, de dimensions identiques.
Au cours du IIe siècle, la Légion XX Valeria Victrix participa à la construction du mur d'Hadrien. Du fait de cette mobilisation d'une partie de la troupe, une partie de la forteresse fut délaissée, et certains bâtiments et baraquements furent laissés à l'abandon. Par la suite, la Légion XX Valeria Victrix fut probablement engagée dans la campagne de 197 en Gaule, sous le commandement de Clodius Albinus récemment proclamé empereur, lors de son affrontement contre l'empereur légitime, Septime Sévère. Il semble que la légion ait alors subi de lourdes pertes avant son retour en Bretagne.
La reprise des expéditions au nord du mur d'Hadrien sous Septime Sévère, au début du IIIe siècle, fut l'occasion d'une reconstruction de la forteresse, nécessitant cette fois 309 181 tonnes de pierres. Au cours du IVe siècle, la transformation de la structure de la légion, ainsi que la diminution progressive des effectifs engagés en Bretagne, vidèrent progressivement le camp de Deva Victrix de ses troupes.

### Déclin et abandon
La plupart des bâtiments principaux de la forteresse étaient toujours en place et entretenus dans la seconde moitié du IVe siècle, et les baraquements étaient au moins en partie occupés. Jusqu'en 383, les pièces de monnaie découvertes sur le site suggèrent que les soldats étaient toujours payés par le pouvoir impérial. À cette date, une grande partie de la troupe fut probablement déplacée en Gaule par Magnus Maximus, comes de Britannia, qui usurpa le pouvoir impérial et traversa la Manche dans le but d'affronter les armées de Théodose.
La Notitia dignitatum, rédigée vers 395, ne contient aucune mention d'une troupe stationnée à Deva, ce qui implique que la forteresse n'était plus en usage, ou plus suffisamment pour être notée par le document. Toujours est-il que si elle fonctionnait encore en 395, cet usage s'arrêta de fait en 410 lors du retrait définitif des troupes romaines de Bretagne par l'empereur Honorius, qui délégua aux cités la charge de se défendre contre les envahisseurs éventuels. Les occupants civils des lieux continuèrent probablement de se servir de la forteresse pour se protéger des raids venus d'Irlande.
L'habitat tardif de Deva perdura à une échelle réduite une fois les légions parties. Si une bonne partie des bâtiments tombe progressivement en ruine, certains des grands édifices survécurent un temps. Malgré tout, la ville de Deva resta probablement le centre administratif et militaire de toute la région. Après l'arrivée des Anglo-Saxons, la ville de Deva fut désignée par le nom de Legacaestir, littéralement « le camp des légions » ou « la ville des légions » en vieil anglais. Certains chroniqueurs médiévaux attribuèrent des origines romaines à l'église Saint-Pierre-et-Saint-Paul (l'actuelle cathédrale de Chester), mais aucune preuve archéologique ne permet de soutenir à l'heure actuelle cette affirmation.
Les structures défensives de Deva continuèrent d'être utilisées au Moyen Âge : le mur défensif du camp fut restauré en 907, quand Chester devint un burh anglo-saxon. L'essentiel des maçonneries romaines fut réutilisé à des périodes ultérieures.

### Érudition et redécouverte du site
Au XIVe siècle, un moine de Chester, Ranulf Higdon, décrivit une partie des restes romains du site, notamment les égouts, ainsi que des stèles funéraires. Les « antiquaires » ne commencèrent à s'intéresser au site qu'à partir du XVIIe siècle, cet intérêt allant grandissant au cours du XVIIIe siècle, nourri par les nombreuses découvertes faites au gré des excavations et constructions, comme l'autel à Jupiter Taranus (une version romanisée du dieu Taranis, interprété comme un aspect de Jupiter). En 1725, William Stukeley documenta et releva les arches de la porte orientale de la forteresse, qui furent par la suite démolies en 1768. Au cours du siècle suivant, les découvertes sporadiques et fortuites continuèrent : les thermes romains à l'extérieur de la forteresse furent en partie mis au jour puis détruits à la fin du XVIIIe siècle, pour faire place à la construction d'habitations.
La Société archéologique de Chester, fondée en 1849, lança un vaste programme d'acquisition d'artefacts découverts à Chester, et engagea des fouilles là où le terrain le permettait. Le musée Grosvenor fut ouvert en 1886 pour permettre au grand public de contempler la collection de la société. La société continua son travail à Chester, enregistrant et relevant de nombreuses informations sur la forteresse l'établissement urbain adjacent, au gré des constructions modernes et des travaux qui mettaient en péril (voire détruisaient) les vestiges antiques. Entre 1962 et 1999, plus de 50 campagnes et programmes de fouilles eurent lieu dans et autour de la forteresse, permettant de révéler de nouvelles connaissances sur Deva Victrix. Au début des années 2000, une excavation conduite au niveau de la Bridge Street (la via prætoria) et de l'Eastgate Street, a permis de mettre en évidence des gisements d'époque romaine, comportant des poteaux et des structures métalliques associés à un dispositif de drainage construit en pierre. Cet aménagement de conduction de l'eau délimite très probablement le complexe thermal des quartiers militaires. Entre 2004 et 2006, c'est l'amphithéâtre qui fut l'objet d'excavations, sous le patronage du conseil municipal de Chester et en association avec English Heritage,.

## Principaux édifices connus

### L'établissement civil de Deva

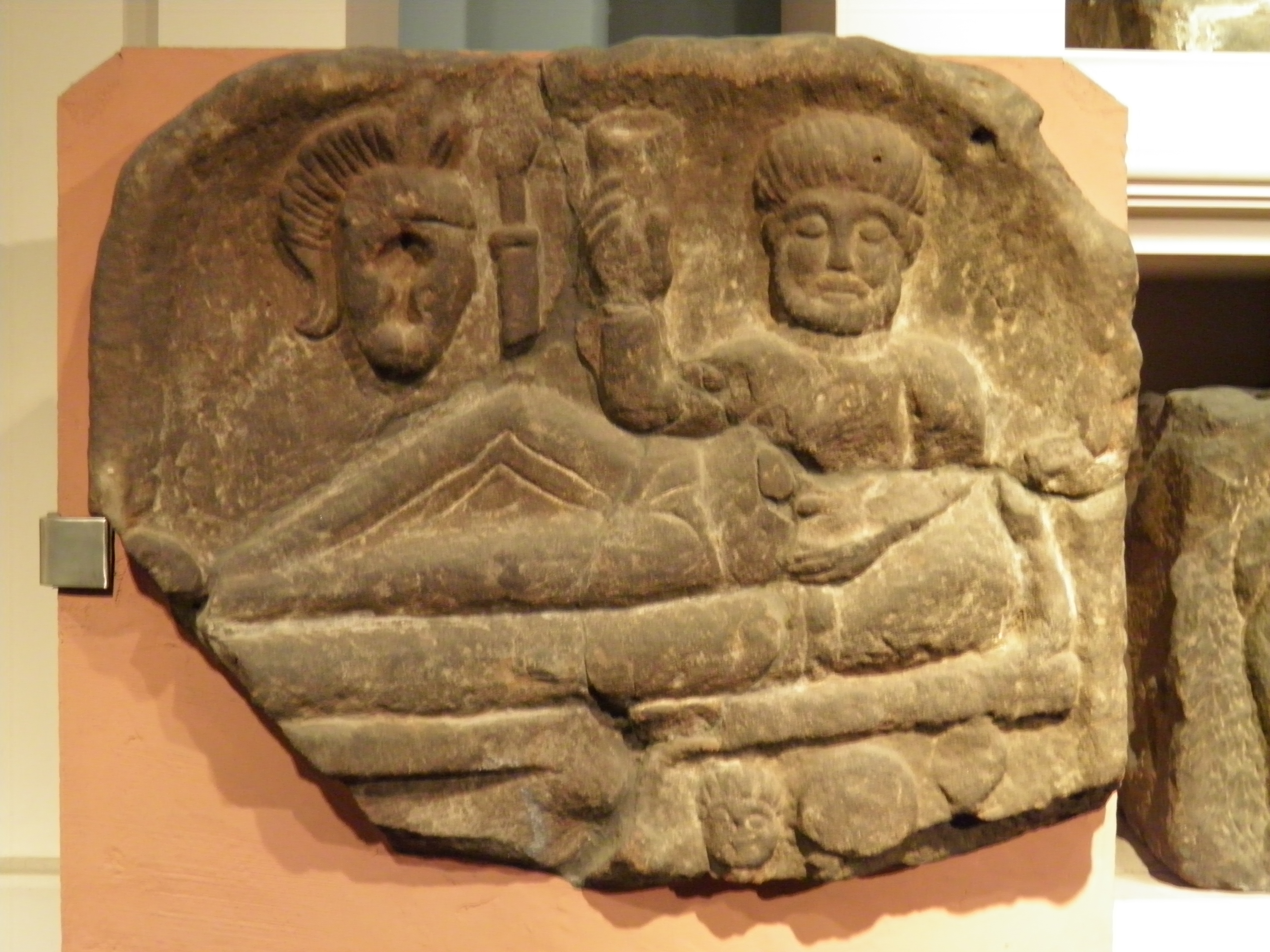
Stèle retrouvée dans la nécropole de Deva Victrix. Pièce conservée au musée Grosvenor.

Un établissement civil suivant les mouvements de la légion (canabae legionis) s'établit progressivement autour des murs de la forteresse. À l'origine, comme souvent autour des stationnements permanents de l'armée romaine, il s'agissait de marchands prospérant sur les échanges avec la population militaire. La communauté civile n'était pas gérée par la légion mais par un conseil élu local, comme une simple cité. Les légionnaires, une fois sortis du service, s'établissaient souvent dans ces canabae, la transformant petit à petit en colonie de vétérans. Les nécropoles étaient situées le long des routes menant au campement, au-delà des aires urbaines occupées par les vivants, comme c'était toujours le cas pour les nécropoles antiques. Le musée Grosvenor conserve plus de 150 stèles funéraires découvertes à Deva,,, ce qui en fait la plus grande collection de stèles funéraires romaines issues d'un seul et même site en Grande-Bretagne. La plupart de ces stèles funéraires furent réutilisées dans la réfection du mur de la fortification au IVe siècle. L'habitat urbain se développa autour de la forteresse à l'est, au sud et à l'ouest. De nombreuses boutiques bordaient les voies amenant au camp sur plusieurs centaines de mètres. À l'est s'étendait un champ de parade et de manœuvres pour la légion. À l'ouest, des thermes civils furent construits et, au sud, une mansio, bâtiment d'étape et de gîte pour les officiels de l'Empire romain en déplacement.
Tout comme le camp militaire, l'établissement civil fut d'abord construit en bois et progressivement reconstruit en pierres au cours du IIe siècle. Sa population ne cessa de croître aux IIe et IIIe siècles. Après le départ de la légion, la vie civile continua et perdura au cours de l'Antiquité tardive et du Moyen Âge, devenant progressivement la ville de Chester.
Certains universitaires, notamment Christopher Snyder, affirment qu'au cours des Ve et VIe siècles, entre le retrait des troupes romaines de Bretagne en 410 et l'arrivée de la mission grégorienne en 597, le sud de la Grande-Bretagne conserva une identité partiellement romaine suffisamment forte pour résister durablement aux attaques des Anglo-Saxons, et pour continuer d'utiliser un latin vernaculaire au sein d'une culture active. Ce latin vernaculaire aurait même survécu jusqu'au VIIe siècle dans la région de Chester, où de nombreuses amphores et témoignages d'une culture romano-bretonne tardive ont été découverts.

### La carrière et le sanctuaire de Minerve

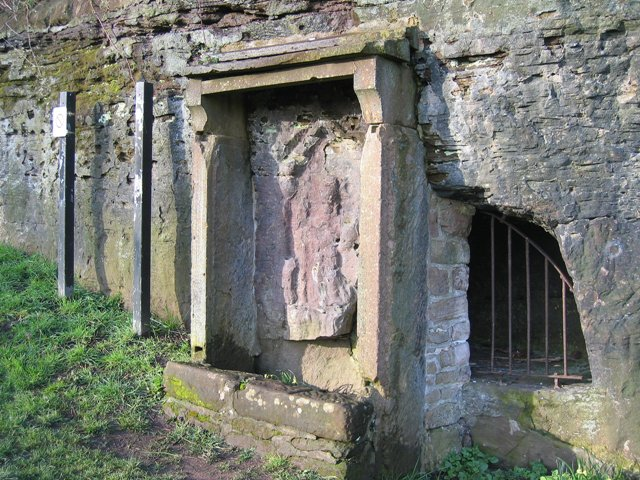
Le sanctuaire de Minerve.

La forteresse légionnaire de Deva, d'abord construite en matériaux périssables, fut rapidement transformée et reconstruite en pierres locales, principalement du grès dont l'approvisionnement était assuré par une carrière voisine. Cette dernière était située au sud, de l'autre côté de la Dee. Les traces de cette forte activité d'extraction furent découvertes à Handbridge. Sur le lieu de la carrière, au IIe siècle, un sanctuaire de Minerve fut excavé directement dans la roche, peut-être pour que la divinité exerce ses vertus apotropaïques et protège les carriers. Ce sanctuaire fut peut-être construit par les carriers eux-mêmes. Malgré une forte érosion, le sanctuaire a conservé une partie de ses reliefs, dont l'un figurant Minerve / Athéna, portant une lance et un bouclier, une chouette sur l'épaule. Parmi les autres reliefs, on trouve celui d'un autel votif aux côtés duquel étaient déposées les offrandes. Il s'agit du seul sanctuaire romain directement excavé dans la roche connu à ce jour en Angleterre. Le sanctuaire est d'ailleurs un monument classé.

### Les bains

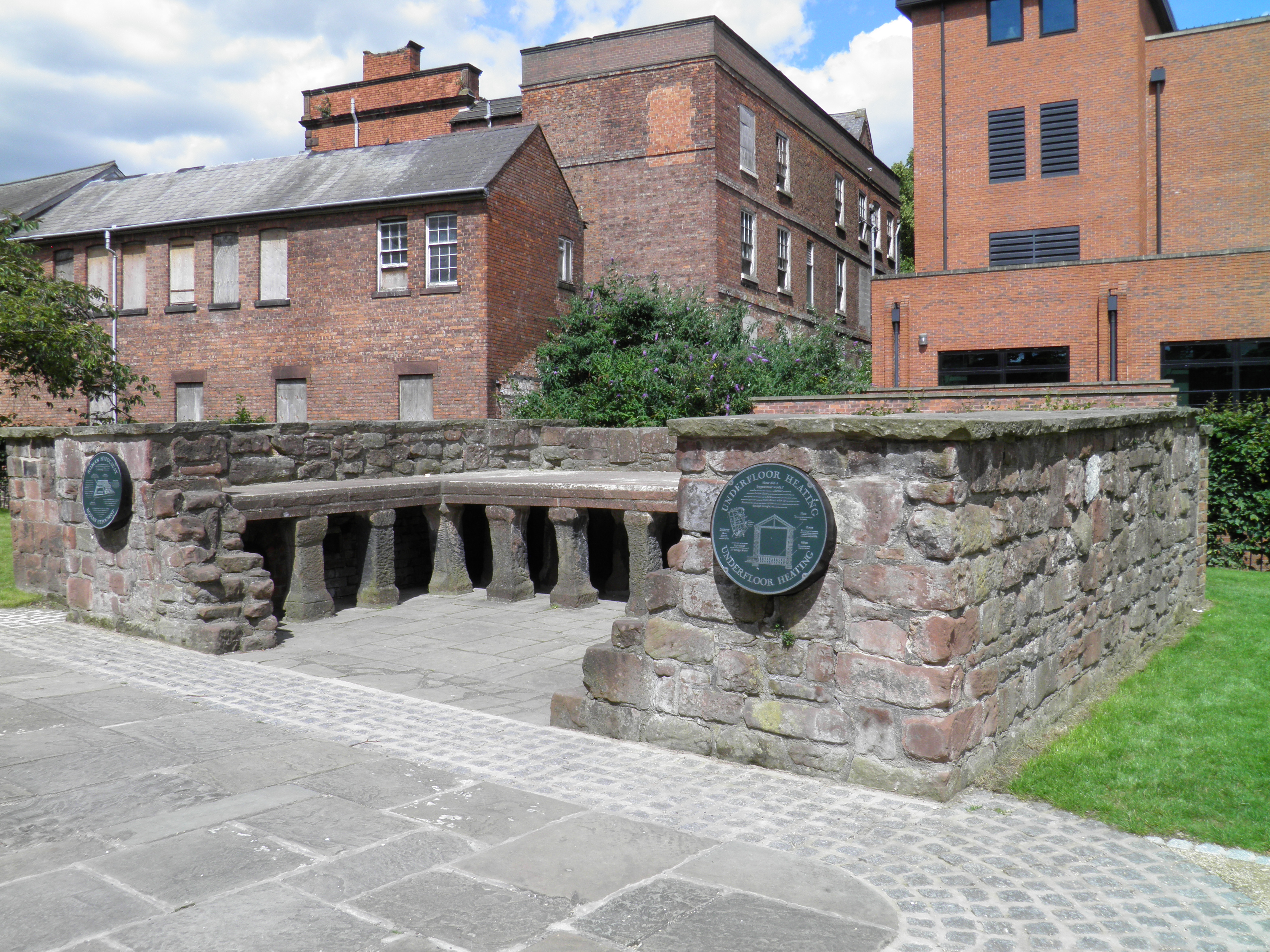
Restes d'un sous-sol à hypocaustes des thermes de Deva Victrix.

Le camp militaire disposait d'un vaste complexe thermal, dont le but principal était le maintien de l'hygiène pour la troupe stationnée en permanence à Deva, ainsi que d'offrir un temps de repos et de soin du corps. Les thermes de Deva étaient situés à proximité de la porte sud, et mesuraient 82,6 × 85,5 m de dimensions extérieures. Ils furent complétés durant le règne de Vespasien (de 69 à 96 apr. J.-C.). Le complexe était construit en opus vittatum, appareil de petits moellons équarris plus ou moins soigneusement formant le parement, le cœur des maçonneries étant réalisé en opus caementicium, bourrage de petites pierres informes et de mortier de chaux, typique de l'architecture romaine. Les murs avaient 1,2 m d'épaisseur, et les voûtes en berceau formant la couverture des salles pouvaient mesurer jusqu'à 16 m de hauteur.
Les thermes comprenaient :
- une entrée, le vestibulum ;
- une pièce couverte destinée aux exercices physiques, la basilica thermarum ;
- une pièce de sudation, le sudatorium ;
- une piscine froide, le frigidarium ;
- une pièce tiède, le tepidarium ;
- une pièce chaude, le caldarium ;
- un espace non couvert destiné au sport, la palestre.

Les sols des espaces de bains étaient couverts de mosaïques, et réchauffés par un système d'hypocauste en sous-sol relié à trois praefurnia. L'historien Mason estime que les thermes pouvaient consommer plusieurs tonnes de bois par jour.
Le fonctionnement en continu des thermes nécessitait environ 850 000 litres d'eau par jour, apportés directement des sources de Boughton grâce à un aqueduc formé d'une longue canalisation souterraine en plomb arrivant dans le camp par le voisinage de la porte est. L'eau était ensuite stockée dans de larges citernes en mortier hydraulique avant d'alimenter le complexe.
Une grande partie des thermes fut détruite par la construction de bâtiments en 1863, puis durant la construction du centre commercial de Grosvenor en 1963. Plusieurs colonnes de grès provenant de la basilique couverte, mesurant 75 cm de diamètre, ornent en 2001 les « jardins romains » de Pepper Street. Ces colonnes mesuraient à l'origine 5,9 m de hauteur. En 2012, une partie des hypocaustes est conservée in situ et a été restaurée. Elle est visible au 39, Bridge Street,.

### L'inscription des halles

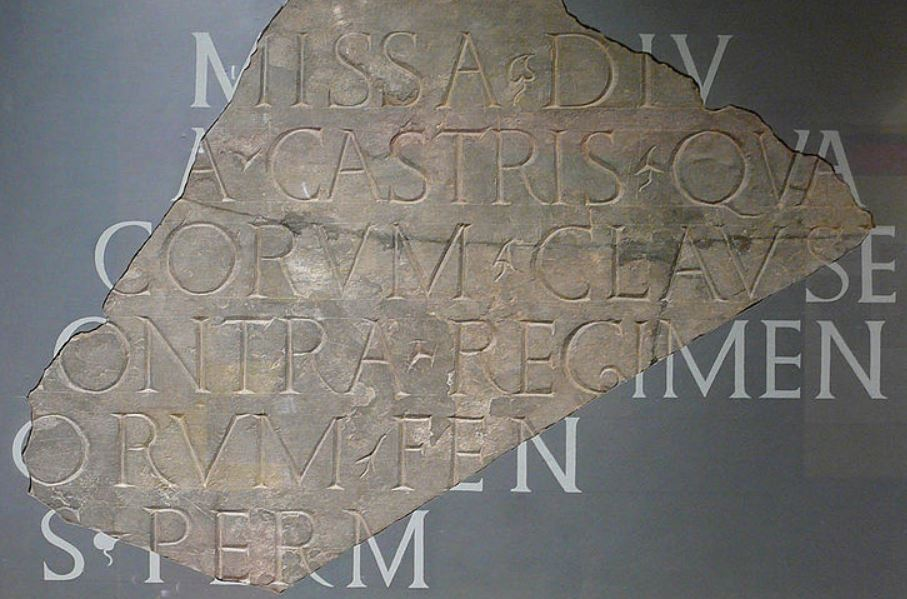
L'inscription des halles de Deva Victrix.

Parmi les nombreuses découvertes ponctuelles, l'épigraphie est particulièrement documentée à Deva Victrix, avec notamment une inscription découverte à proximité du quartier général du camp (principia). Cette inscription, découverte lors des travaux des halles marchandes, est un fragment d'un texte beaucoup plus long. Elle est réalisée sur de l'ardoise galloise. David J. P. Mason dit à son propos qu'il s'agit d'un spécimen rare : un texte administratif et politique de première importance, traduisant une décision publique importante au plus haut niveau du gouvernement de la province. Il pourrait s'agir d'un traité passé avec une tribu locale, ou une déclaration de droits pour la communauté vivant autour de Deva. Le texte ne peut pas être intégralement reconstitué à partir du seul fragment conservé, mais il mentionne clairement la forteresse, une « conclusion amicale » réalisée entre deux partis, et un individu ayant manifesté un comportement « contre les lois et le régime de l'empire ».

### L'amphithéâtre
L'amphithéâtre militaire de Deva fut découvert en 1929 lors de l'aménagement d'un système de chauffage central au sein de la Maison Dee (en),. À l'époque, c'est la Société archéologique de Chester, soutenue par le Premier ministre Ramsay MacDonald, qui milita pour sa protection, mise en péril par la construction d'une route dont le tracé coupait l'édifice. Les fouilles entreprises durant la campagne d'excavation des années 2000 révélèrent une occupation rurale agricole de la fin de l'âge du Fer,, et montrèrent que l'amphithéâtre possédait deux phases de construction : la première datant probablement des années 70 apr. J.-C. ; et la seconde estimée vers 150 apr. J.-C.. Le premier amphithéâtre était, comme le reste du campement, réalisé en matériaux périssables (bois, terre à bâtir, pisé, clayonnage et torchis), et mesurait 75 m de grand axe. Peu de traces permettent de documenter les réfections de cette première phase, les fondations étant par ailleurs peu profondes (0,6 m). Ces éléments permettent aux archéologues de dire que cet édifice était à l'origine conçu comme temporaire. À l'époque flavienne, l'édifice est reconstruit, en pierre locale lui aussi. Cette seconde phase est plus grande : l'amphithéâtre en pierre mesure 95,7 m de diamètre au grand axe. Cependant, seuls les gradins (la cavea) profitèrent de cet agrandissement, l'implantation au sol de l'arène restant la même. Les fouilles les plus récentes semblent indiquer que les gradins étaient à deux niveaux, et capables d'accueillir entre 8 000 et 10 000 spectateurs. C'est de cette taille qu'on extrapole l'idée que la population civile de Deva était probablement importante, et que parmi cette population il existait des citoyens assez riches pour participer au financement de la construction du bâtiment. L'amphithéâtre en pierre d'époque flavienne est le plus grand amphithéâtre militaire connu à ce jour en Grande-Bretagne. Le monument est lui aussi classé et protégé.
L'amphithéâtre remplissait plusieurs rôles. Sa proximité avec la forteresse faisait de lui un terrain d'entraînement idéal pour le maniement des armes, tout en étant le lieu de spectacles de gladiature, d'acrobaties, de lutte, etc.. Les murs, épais de 0,9 m, faisaient probablement environ 12 m de haut. Ils étaient munis de contreforts latéraux qui, par leurs dimensions, semblent n'avoir eu aucune fonction architectonique, mais plutôt être destinés à rythmer la façade du bâtiment dans un but décoratif.
Une frise sculptée dépeignant un rétiaire fut découverte en 1738. Elle est datée du IIe siècle et décorait probablement la tombe d'un gladiateur. D'autres découvertes attestent de la présence de gladiateurs sur le site : des petites statuettes représentant des combattants, de la céramique sigillée représentant des combats de gladiateurs, une poignée de glaive. La majeure partie de la maçonnerie de l'amphithéâtre fut spoliée et réutilisée pour la construction de l'église Saint-Jean (en) et le monastère Sainte-Marie.

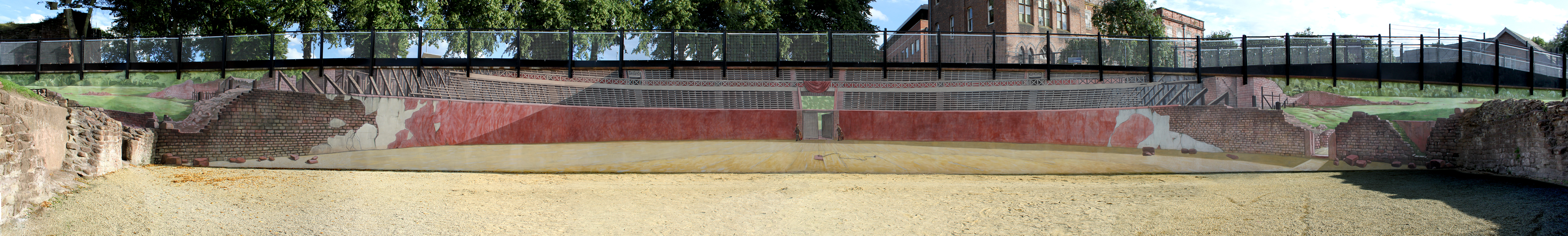
Panorama des murs de l'arène de l'amphithéâtre de Deva Victrix.

### Le bâtiment elliptique

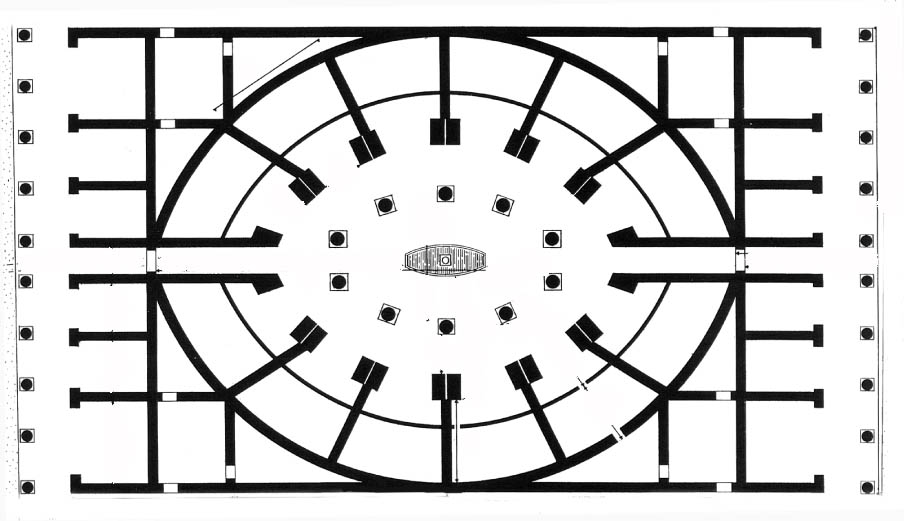
Plan de la première phase du bâtiment elliptique.

En 1939, le pavement et les murs de deux édifices elliptiques furent mis au jour, superposés et relevant donc de deux phases d'un même bâtiment,. Ils étaient situés au cœur du camp légionnaire, près des halles commerciales de Chester et aménagés de structures thermales adjacentes. Il n'existe à l'heure actuelle aucun autre bâtiment pouvant servir de comparaison dans aucun autre camp légionnaire romain connu. Les édifices étaient situés près du centre de la forteresse, avaient leurs propres thermes, et une série de salles de stockage en périphérie. La présence d'un second édifice thermal dans un camp légionnaire est plutôt inhabituelle. D'après les fouilleurs, la construction du bâtiment débuta vers 77, du fait de la présence de tuyaux de canalisation en plomb acheminant l'eau dans l'édifice, estampillés au nom de l'empereur Vespasien. Ces canalisations alimentaient un dispositif hydraulique au centre du bâtiment : une fontaine ou un nymphée, probablement. La première phase du bâtiment était d'ores et déjà caractéristique d'un édifice de prestige puisque réalisé sur des fondations en opus caementicium et constitué d'un appareil de blocs très soigné, avant même la réfection en pierres de toute la forteresse. Il s'agissait probablement du bâtiment le plus raffiné du camp.
S'il n'est pas strictement elliptique dans sa première phase, ce bâtiment n'en reste pas moins un hapax, un cas unique dans l'Empire romain à l'époque. Sa fonction est inconnue. Il n'y avait pas de sièges susceptibles d'accueillir un public. Les douze niches dans l'espace central ont fait penser dès l'origine à des emplacements pour les douze dieux principaux de l'Olympe, signifiant que l'édifice serait une sorte de panthéon, temple dédié à tous les dieux. Certains ont voulu voir dans la forme ovale centrale la représentation schématique de l'œkoumène, le monde connu des Romains, mais les preuves sont maigres.

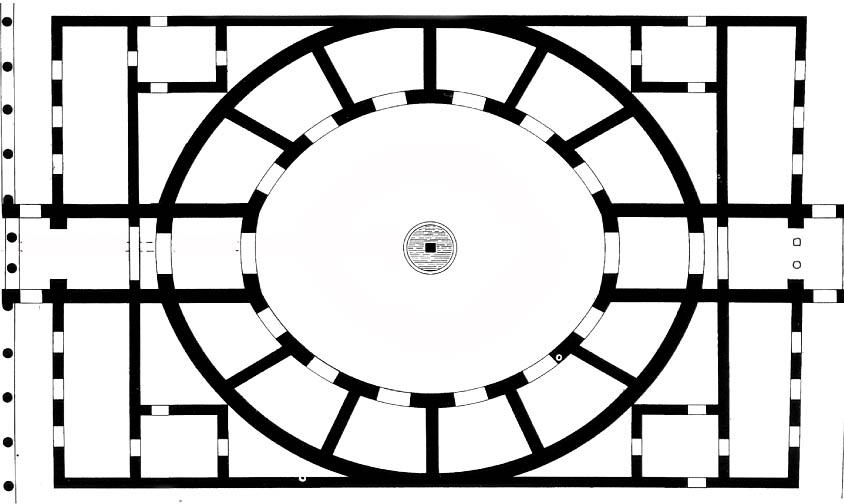
Plan de la deuxième phase du bâtiment elliptique.

L'édifice mesurait 52,4 m × 31,45 m, et possédait une cour centrale ovale de 14 m × 9 m et dont le centre était occupé par un nymphée. Cette cour était entourée de 12 pièces en forme de section de coin. Les accès de ces 12 pièces étaient formés par des arches larges de 4 m et hautes de 5,5 m,. Le premier édifice est détruit vers 90, peut-être sans avoir jamais été terminé. La zone devient alors un dépotoir pour la forteresse pendant plusieurs décennies.
Le second bâtiment elliptique est construit sur les fondations du premier, et bien que l'architecte fût manifestement au courant du plan et de la structure du premier édifice, le plan du second est légèrement différent. Ils sont cependant très similaires, le principal changement résidant dans l'excentricité de l'espace central, qui devient cette fois une vraie ellipse, moins tassée. Ce second bâtiment est daté d'après 220, du fait de la présence, sous le pavement central, d'une monnaie de l'empereur Héliogabale. L'édifice perdure jusqu'à la fin de la présence romaine en Grande-Bretagne.

## Une possible capitale pour laBritannia?

Carte de la province romaine de Bretagne vers 150.

Le bâtiment elliptique fait partie des différences entre le camp de Deva Victrix et les autres forteresses romaines de la province. Deva était de 20 % plus grande (5 hectares) que la forteresse d'Eboracum (York), qui fut capitale de la Bretagne inférieure durant l'Antiquité tardive, ou encore que la forteresse d'Isca Augusta (Caerleon). La réalisation du mur défensif extérieur de la forteresse, intégralement réalisé à l'aide de la technique du grand appareil, sans mortier, requérant ainsi un effort supplémentaire considérable pour être mis en œuvre par rapport aux remparts de York ou de Caerleon, et relevant en général de monuments religieux ou de remparts de prestige, est aussi un des éléments qui constituent l'exceptionnalité du site de Deva. Ces éléments mis ensemble ont permis de formuler l'argument selon lequel le gouverneur de la province était à l'origine de ces exceptions. Ce gouverneur, un légat d'Auguste propréteur (Legatus Augusti pro praetore), était un personnage de haut rang dans l'empire. À l'époque de la fondation de Deva, c'est Gnaeus Julius Agricola qui détient cette charge, et d'ailleurs, les canalisations en plomb du bâtiment elliptique portent aussi son nom, constituant la seule preuve épigraphique d'un bâtiment construit sous son commandement en province de Bretagne.
Ces différences suggèrent pour certains historiens et archéologues que Deva a pu être le quartier général administratif et militaire d'Agricola, et donc dans les faits, la capitale de la Bretagne à cette époque,.
Un autre élément qu'il serait tentant de considérer dans ce sens est la présence d'un port à Deva : depuis la forteresse, il était possible de s'embarquer vers l'Irlande, une région qu'Agricola planifiait de conquérir, lançant dans ce but des expéditions préparatoires (mais dont le point de départ est justement inconnu). Également, l'essentiel des empereurs de la dynastie flavienne, et par la suite de la dynastie des Antonins, avait une politique de conquête relativement régulière, et dans cette optique Deva était ce qui ressemblait le plus à une tête de pont, proche du front de conquête, rendant l'administration de la guerre plus simple et efficace. Vittorio di Martino suppose ainsi que Deva Victrix était une capitale potentielle de la Bretagne romaine, du fait de sa position géographique et des éléments structurels et politiques découverts sur le site. Indépendamment des plans des empereurs successifs pour Deva, c'est de fait le changement de stratégie de Rome vis-à-vis de la conquête des îles bretonnes qui fit basculer le centre économique de la région vers Londres, alors appelée Londinium.